# Qualificazioni alla Coppa dei Caraibi 1994
Sono elencate di seguito le date e i risultati per le qualificazioni alla Coppa dei Caraibi 1994.

## Formula
22 membri CFU: 8 posti disponibili per la fase finale. Trinidad e Tobago (come paese ospitante) e la Martinica (come campione in carica) sono qualificati direttamente.
Rimangono 20 squadre per 6 posti disponibili per la fase finale: si suddividono in sei gruppi di qualificazione (due gruppi composti da quattro squadre e quattro gruppi composti da tre squadre).
Ogni squadra gioca partite di sola andata: la prima classificata di ogni gruppo si qualifica alla fase finale.

## Gruppo 1
| Saint Michael 23 gennaio 1994 | Barbados | 0 – 1 | Porto Rico | Barbados National Stadium |

| Saint George's 25 gennaio 1994 | Grenada | 2 – 0 (d.t.s.) | Porto Rico | Grenada National Stadium |

NB: il goal segnato ai tempi supplementari viene conteggiato doppio.
| Saint Michael 27 gennaio 1994 | Barbados | 4 – 2 (d.t.s.) | Grenada | Barbados National Stadium |

NB: il goal segnato ai tempi supplementari viene conteggiato doppio.
| Pos | Squadra    | P.ti | G | V | N | P | GF | GS | DR |
| --- | ---------- | ---- | - | - | - | - | -- | -- | -- |
| 1   | Barbados   | 3    | 2 | 1 | 0 | 1 | 4  | 3  | +1 |
| 2   | Grenada    | 3    | 2 | 1 | 0 | 1 | 4  | 4  | 0  |
| 3   | Porto Rico | 3    | 2 | 1 | 0 | 1 | 1  | 2  | -1 |

Barbados qualificata alla fase finale dopo una controversa partita contro Grenada

## Gruppo 2
| Kingstown | Guadalupa | 9 – 0 | Anguilla | Amos Vale Stadium |

| Kingstown | Saint Vincent e Grenadine | 2 – 0 | Anguilla | Amos Vale Stadium |

| Kingstown | Saint Vincent e Grenadine | 0 – 2 | Guadalupa | Amos Vale Stadium |

| Pos | Squadra                   | P.ti | G | V | N | P | GF | GS | DR  |
| --- | ------------------------- | ---- | - | - | - | - | -- | -- | --- |
| 1   | Guadalupa                 | 6    | 2 | 2 | 0 | 0 | 11 | 0  | +11 |
| 2   | Saint Vincent e Grenadine | 3    | 2 | 1 | 0 | 1 | 2  | 2  | 0   |
| 3   | Anguilla                  | 0    | 2 | 0 | 0 | 2 | 0  | 11 | -11 |

Guadalupa qualificata alla fase finale.

## Gruppo 3
| Paramaribo | Suriname | 2 – 0 (d.t.s.) | Guyana francese | André Kamperveen Stadion |

NB: il goal segnato ai tempi supplementari viene conteggiato doppio.
| Paramaribo                                   | Guyana               | 1 – 1 (d.t.s.) | Guyana francese | André Kamperveen Stadion |
| \| \| \| \| \| \| Tiri di rigore 4 – 5 \| \| |                      |                |                 |                          |
|                                              |                      |                |                 |                          |
|                                              | Tiri di rigore 4 – 5 |                |                 |                          |

NB: partita terminata ai rigori; alla Guyana francese viene assegnato un goal extra.
| Paramaribo | Suriname | 2 – 0 | Guyana | André Kamperveen Stadion |

| Pos | Squadra         | P.ti | G | V | N | P | GF | GS | DR |
| --- | --------------- | ---- | - | - | - | - | -- | -- | -- |
| 1   | Suriname        | 6    | 2 | 2 | 0 | 0 | 4  | 0  | +4 |
| 2   | Guyana francese | 1    | 2 | 0 | 1 | 1 | 2  | 3  | -1 |
| 3   | Guyana          | 1    | 2 | 0 | 1 | 1 | 1  | 4  | -3 |

Suriname qualificata alla fase finale.

## Gruppo 4
| Basseterre | Saint Kitts e Nevis | 9 – 1 | Montserrat | Warner Park Stadium |

| Basseterre | Dominica | 3 – 2 | Antigua e Barbuda | Warner Park Stadium |

| Basseterre | Saint Kitts e Nevis | 2 – 4 (d.t.s.) | Dominica | Warner Park Stadium |

NB: il goal segnato ai tempi supplementari viene conteggiato doppio.
| Basseterre | Antigua e Barbuda | 8 – 0 | Montserrat | Warner Park Stadium |

| Basseterre | Saint Kitts e Nevis | – | Antigua e Barbuda | Warner Park Stadium |

NB: il risultato non è noto.
| Basseterre | Dominica | – | Montserrat | Warner Park Stadium |

NB: la partita fu annullata per disordini fra le tifoserie.
| Pos | Squadra             | P.ti | G | V | N | P | GF | GS | DR  |
| --- | ------------------- | ---- | - | - | - | - | -- | -- | --- |
| 1   | Dominica            | 6    | 2 | 2 | 0 | 0 | 7  | 4  | +3  |
| 2   | Saint Kitts e Nevis | 3    | 2 | 1 | 0 | 1 | 11 | 5  | +6  |
| 3   | Antigua e Barbuda   | 3    | 2 | 1 | 0 | 1 | 10 | 3  | +7  |
| 4   | Montserrat          | 0    | 2 | 0 | 0 | 2 | 1  | 17 | -16 |

Dominica qualificata alla fase finale.

## Gruppo 5
| George Town | Isole Cayman | 5 – 1 | Isole Vergini Britanniche | Truman Bodden Stadium |

| George Town | Giamaica | 4 – 2 (d.t.s.) | Sint Maarten | Truman Bodden Stadium |

NB: il goal segnato ai tempi supplementari viene conteggiato doppio.
| George Town | Isole Cayman | 5 – 0 | Sint Maarten | Truman Bodden Stadium |

| George Town | Giamaica | 12 – 0 | Isole Vergini Britanniche | Truman Bodden Stadium |

| George Town | Sint Maarten | 3 – 0 | Isole Vergini Britanniche | Truman Bodden Stadium |

| George Town | Isole Cayman | 3 – 2 | Giamaica | Truman Bodden Stadium |

| Pos | Squadra                   | P.ti | G | V | N | P | GF | GS | DR  |
| --- | ------------------------- | ---- | - | - | - | - | -- | -- | --- |
| 1   | Isole Cayman              | 9    | 3 | 3 | 0 | 0 | 13 | 2  | +11 |
| 2   | Giamaica                  | 6    | 3 | 2 | 0 | 1 | 18 | 5  | +13 |
| 3   | Sint Maarten              | 3    | 3 | 1 | 0 | 2 | 5  | 9  | -5  |
| 4   | Isole Vergini Britanniche | 0    | 3 | 0 | 0 | 3 | 0  | 20 | -20 |

Isole Cayman qualificate alla fase finale.

## Gruppo 6
| 10 marzo 1994 | Rep. Dominicana | 0 – 1 | Haiti |  |

| Pos | Squadra         | P.ti     | G        | V        | N        | P        | GF       | GS       | DR       |
| --- | --------------- | -------- | -------- | -------- | -------- | -------- | -------- | -------- | -------- |
| 1   | Haiti           | 3        | 1        | 1        | 0        | 0        | 1        | 0        | +1       |
| 2   | Rep. Dominicana | 0        | 1        | 0        | 0        | 1        | 0        | 1        | -1       |
| -   | Cuba            | Ritirato | Ritirato | Ritirato | Ritirato | Ritirato | Ritirato | Ritirato | Ritirato |

Haiti qualificata alla fase finale.